# Ибибио
Ибибио је збирни назив за народ у чијем су саставу етничке групе Ибибио, Ананг, Андони, Ефик, Акпет, Ибино, Огони и Орон.
Настањују Нигерију, на југоистоку, у приобаљу залива Биафра, чинећи значајан део житеља у јужном делу државе Крос-Риверс. У Камеруну настањени су у подручју горњег тока Мбама, у Екваторијалној Гвинеји, заступљени су својом етничком групом Ефик.
Има их 8.173.926, од тога у Нигерији 8.683.113, у Камеруну 23.205, у Екваторијалној Гвинеји 7.608. Језик је ибибио (књижевна основа дијалект ефик), припада подгрупи бенуе-конго групе нигер-конго нигерокордофанске породице језика. Вера је ислам (сунити), хришћанство (претежно протестанти, у Екваторијалној Гвинеји католици) и традиционална месна веровања (култ предака и сила природе).